# Chalil Hawi
Chalil (Khalil) Hawi (ur. 1931, zm. 1982) – libański poeta.
Pisał epickie poematy piętnujące stosunki społeczne w Libanie. W proteście przeciwko inwazji Izraela na Liban w 1982 popełnił samobójstwo.